# Palude dei Tamari
Palude dei Tamari este o arie protejată (arie specială de conservare — SAC, sit de importanță comunitară — SCI) din Italia întinsă pe o suprafață de 11 ha, integral pe uscat.

## Localizare
Centrul sitului Palude dei Tamari este situat la coordonatele 40°17′21″N 18°25′01″E / 40.289167°N 18.416944°E.

## Înființare
Situl Palude dei Tamari a fost declarat sit de importanță comunitară în iunie 1995 pentru a proteja 1 specie de plante și 19 specii de animale. Situl a fost protejat și ca arie specială de conservare în iulie 2015.

## Biodiversitate
Situată în ecoregiunea mediteraneană, aria protejată conține 2 habitate naturale: Galerii și tufărișuri riverane sudice (Nerio-Tamaricetea și Securinegion tinctoriae), Iazuri temporare mediteraneene.
La baza desemnării sitului se află mai multe specii protejate:
- plante (1): Stipa austroitalica
- păsări (14): rață pitică (Anas crecca), gâscă cenușie (Anser anser), stârc roșu (Ardea purpurea), stârc galben (Ardeola ralloides), erete de stuf (Circus aeruginosus), erete cenușiu (Circus pygargus), egretă mică (Egretta garzetta), găinușă de baltă (Gallinula chloropus), piciorong (Himantopus himantopus), stârc pitic (Ixobrychus minutus), țigănuș (Plegadis falcinellus), cresteț pestriț (Porzana porzana), ciocântors (Recurvirostra avosetta), Spatula clypeata
- amfibieni (1): Triturus carnifex
- nevertebrate (1): Coenagrion mercuriale
- reptile (3): șarpele cu patru dungi (Elaphe quatuorlineata), țestoasa de baltă (Emys orbicularis), elaphe situla (Zamenis situla)

Pe lângă speciile protejate, pe teritoriul sitului au mai fost identificate 4 specii de plante, 4 specii de amfibieni, 3 specii de mamifere, 4 specii de reptile.